# Привидений Сергій Васильович
Сергі́й Васи́льович Привиде́ний (нар. 9 липня 1974, Білухівка, Полтавська обл. — пом. 22 жовтня 2022, Бахмут, Донецька обл.) — український військовослужбовець, учасник російсько-української війни, кавалер ордена «За мужність» III ступеня.

## З життєпису
Народився 1974 року в селі Білухівка Карлівського району Полтавської області. Після закінчення Білухівської середньої школи здобув освіту механізатора; пройшов строкову службу в лавах збройних сил. Працював трактористом у місцевому колгоспі. Одружився; змінив місце проживання, працював охоронцем.
В перші дні повномасштабної війни взяв до рук зброю і став на захист держави у лавах Збройних сил України. Після навчання потрапив на передову; в селі Олександрівка був поранений. Після лікування в Дніпровському госпіталі знову став до лав ЗСУ.
22 жовтня 2022 року загинув від кулі ворога під містом Бахмут.
Похований в селі Білухівка 26 жовтня 2022-го.
Без Сергія лишились дружина та діти.

## Нагороди
- Орден «За мужність» III ступеня[1].